# Trois Femmes de Dostoïevski
Pour plus de détails, voir Fiche technique et Distribution.
Trois Femmes de Dostoïevski (russe : Три женщины Достоевского) est un film biographique russe sorti en 2010, réalisé par Evgueni Tachkov.

## Synopsis
Dostoïevski a aimé et respecté trois femmes : Maria Issaeva, Anna Snitkina et Appolinaria Souslova.

## Fiche technique
- Titre français : Trois Femmes de Dostoïevski[1]
- Titre original russe : Три женщины Достоевского
- Réalisation : Evgueni Tachkov
- Scénario : Evgueni Tachkov (écrit depuis 1993, sur la base de la correspondance de Dostoïevski avec son frère et les Mémoires de Snitkina)[1]
- Musique : Evgueni Krylatov
- Décors : Andreï Speranski
- Production : Fora Film
- Pays :  Russie
- Genre : biographique
- Durée : 101 min
- Date de sortie en Russie : 26 janvier 2011[1]

## Distribution
- Andreï Tachkov : Dostoïevski
- Elena Plaskina : Maria Issaeva
- Marina Aksonova : Anna Snitkina
- Glafira Tarkhanova : Appolinaria Souslova
- Aleksandr Andrienko
- Andreï Fironov
- Viktor Rakov